# Лами Досо, Басилио
Басилио Лами Досо (исп. Basilio Lami Dozo; 1 февраля 1929 — 1 февраля 2017) — бывший офицер военно-воздушных сил Аргентины. Бригадный генерал, один из организаторов введения военной диктатуры в Аргентине, известной как Процесс национальной реорганизации. Вместе с Леопольдо Галтьери и Хорхе Анайей был членом Третьей военной хунты, которая управляла Аргентиной c 1981 по 1982 год. Наряду с Рейнальдо Биньоне и Омаром Граффинья долгое время оставался одним из последних выживших членов диктатуры.

## Биография
В 1985 году в Суде над хунтами ему были предъявлены обвинения в пытках, ложных заявлениях и похищениях людей. В 1989 году был приговорен к восьмилетнему тюремному заключению по уголовному делу, возбужденному во время Фолклендской войны 1982 года, когда он занимал пост главнокомандующего военно-воздушными силами Аргентины. В 1990 году получил президентское помилование от Карлоса Менема и ему было позволено сохранить воинское звание.
В 2003 году испанский суд добивалась экстрадиции Басилио Лами Досо, чтобы привлечь его к ответственности за преступления против человечества, совершенные во время диктатуры. В 2003 году председатель правительства Испании Хосе Мария Аснар постановил, что отменяет требование об экстрадиции, но в 2005 году Верховный суд Испании отменил это решение и распорядился продолжить процедуру экстрадиции.

## Личная жизнь
Басилио Лами Досо родился в провинции Сантьяго-дель-Эстеро в семье потомков иммигрантов из Сирии и Ливана, которые прибыли в Аргентину после распада Османской империи в результате Первой мировой войны. Он умер 1 февраля 2017 года в свой 88-й день рождения.